# Харас Ель-Ходуд
Харас Ель-Ходуд (Haras El Hodood) — єгипетський футбольний клуб, що базується в Александрії, єгипетському мегаполісі та стародавньому місті. Володар Кубка Єгипту з футболу та Суперкубка країни в сезоні 2008-2009 років.

## Коротка турнірна історія
«Харас Ель-Ходуд» це давня єгипетська футбольна команда, раніше вона була відома як «Савагель» (Sawahel), що також базувалася в Александрії. В середині ΧΧ століття команда не мала значних успіхів на футбольній ниві та після недовгого перебування в еліті опустилася до другого єгипетського дивізіону і залишалася там протягом багатьох років до повернення в Прем'єр-лігу аж в 2002-2003 сезоні, перед тим змінивши назву (в народі тепер їх називають прикордонниками).
А вже в наступному сезоні (2003-2004 років), «гвардійці» досягли 3-го місця в лізі, вперше в історії здобувши бронзових медалей чемпіонату.

## Досягнення
- Єгипетська прем'єр-ліга - 2003-2004 роки (3-є місце)
- Кубок Єгипту - 2008-2009 роки
- Суперкубок Єгипту: 2009 рік
- Кубок Конфедерації КАФ: 5 виступів

2006 рік - Другий раунд
2008 - Груповий етап
2009 - Груповий етап
2010 - Груповий етап
2011 - 1-й раунд 1/8 фіналу
| футбольний м'яч | Це незавершена стаття про футбольний клуб. Ви можете допомогти проєкту, виправивши або дописавши її. |